# Lycodon fausti
Espèce
Statut de conservation UICN

 DD  : Données insuffisantes
Lycodon fausti est une espèce de serpent de la famille des Colubridae.

## Répartition
Cette espèce est endémique des Philippines. Elle se rencontre sur l'île de Panay.

## Description
Dans sa description Gaulke indique que le spécimen en sa possession, un juvénile, mesure 236 mm dont 101 mm pour la queue.

## Étymologie
Son nom d'espèce, fausti, lui a été donné en l'honneur de Richard Faust, président de la Société zoologique de Francfort jusqu'à sa mort en novembre 2000.

## Publication originale
- Gaulke, 2002 : A new species of Lycodon from Panay Island, Philippines (Reptilia, Serpentes, Colubridae). Spixiana, vol. 25, no 1, p. 85-92 (texte intégral)